# Hennebont
Hennebont (en bretó Henbont) és un municipi francès, situat a la regió de Bretanya, al departament d'Ar Mor-Bihan. L'any 2006 tenia 14.174 habitants. A l'inici del curs 2007 el 5,6% dels alumnes del municipi eren matriculats a la primària bilingüe. El consell municipal ha aprovat la carta Ya d'ar brezhoneg.

## Demografia
| Evolució de la població Cassini INSEE |       |       |       |       |       |       |       |       |
| 1793                                  | 1800  | 1806  | 1821  | 1831  | 1836  | 1841  | 1846  | 1851  |
| -                                     | 4 847 | 4 678 | 4 887 | 4 477 | 4 749 | 4 552 | 4 668 | 4 710 |

| 1856  | 1861  | 1866  | 1872  | 1876  | 1881  | 1886  | 1891  | 1896  |
| ----- | ----- | ----- | ----- | ----- | ----- | ----- | ----- | ----- |
| 4 755 | 4 675 | 5 112 | 5 498 | 6 050 | 5 988 | 6 519 | 6 972 | 8 074 |

| 1901  | 1906  | 1911  | 1921  | 1926  | 1931  | 1936  | 1946  | 1954   |
| ----- | ----- | ----- | ----- | ----- | ----- | ----- | ----- | ------ |
| 8 702 | 9 121 | 8 605 | 8 682 | 8 297 | 8 148 | 8 690 | 8 217 | 11 279 |

| 1962   | 1968   | 1975   | 1982   | 1990   | 1999   | 2006 | 2011 | 2016 |
| ------ | ------ | ------ | ------ | ------ | ------ | ---- | ---- | ---- |
| 11 690 | 11 799 | 12 273 | 12 963 | 13 624 | 13 412 | -    | -    | -    |

| 2019 | - | - | - | - | - | - | - | - |
| ---- | - | - | - | - | - | - | - | - |
| -    | - | - | - | - | - | - | - | - |

## Administració
| Període   | Identitat      | Partit |
| --------- | -------------- | ------ |
| 1976-1982 | Eugène Crépeau | PCF    |
| 1982-2001 | Jean Le Borgne | PCF    |
| 2001-     | Gérard Perron  | PCF    |

## Personatges il·lustres
- Yann Groix, militant autonomista bretó.
- Joan de Monfort, pretendent al Ducat de Bretanya.